# Poliosia binotata
Poliosia binotata är en fjärilsart som beskrevs av George Francis Hampson 1893. Poliosia binotata ingår i släktet Poliosia och familjen björnspinnare. Inga underarter finns listade i Catalogue of Life.